# (4555) 1987 QL
(4555) 1987 QL (1987 QL, 1953 QL, 1970 QL) — астероїд головного поясу, відкритий 24 серпня 1987 року.
Тіссеранів параметр щодо Юпітера — 3,585.